# Listă de guvernatori ai statului Arkansas, Statele Unite ale Americii
Această pagină este o listă a guvernatorilor teritoriului Arkansas, respectiv ai statului Arkansas. 

## Guvernatori teritoriali (1819-1836)
| Nume                 | Durata mandatului | Partid politic |
| -------------------- | ----------------- | -------------- |
| James Miller         | 1819 - 1825       |                |
| George Izard         | 1825 - 1828       |                |
| Robert Crittenden    | 1828 - 1829       |                |
| John Pope            | 1829 - 1835       | Democrat       |
| William Savin Fulton | 1835 - 1836       | Democrat       |

## Guvernatori ai statului Arkansas (1836 - prezent)
| Ordine | Nume                         | Partid politic     | Începutul mandatului | Sfârșitul mandatului |
| 1      | James Sevier Conway          | Democrat           | 1836                 | 1840                 |
| 2      | Archibald Yell               | Democrat           | 1840                 | 1844                 |
| 3      | Samuel Adams                 | acting             | 1844                 |                      |
| 4      | Thomas Stevenson Drew        | Democrat           | 1844                 | 1849                 |
| 5      | Richard C. Byrd              | Democratic, acting | 1849                 |                      |
| 6      | John Selden Roane            | Democrat           | 1849                 | 1852                 |
| 7      | Elias Nelson Conway          | Democrat           | 1852                 | 1860                 |
| 8      | Henry Massey Rector          | Democrat           | 1860                 | 1862                 |
| 9      | Harris Flanagin              | Democrat           | 1862                 | 1864                 |
| 10     | Isaac Murphy                 | Unionist           | 1864                 | 1868                 |
| 11     | Powell Clayton               | Republican         | 1868                 | 1871                 |
| 12     | Ozra Amander Hadley          | Republican, acting | 1871                 | 1873                 |
| 13     | Elisha Baxter                | Republican         | 1873                 | 1874                 |
| 14     | Augustus Hill Garland        | Democrat           | 1874                 | 1877                 |
| 15     | William Read Miller          | Democrat           | 1877                 | 1881                 |
| 16     | Thomas James Churchill       | Democrat           | 1881                 | 1883                 |
| 17     | James Henderson Berry        | Democrat           | 1883                 | 1885                 |
| 18     | Simon Pollard Hughes, Jr.    | Democrat           | 1885                 | 1889                 |
| 19     | James Philip Eagle           | Democrat           | 1889                 | 1893                 |
| 20     | William Meade Fishback       | Democrat           | 1893                 | 1895                 |
| 21     | James Paul Clarke            | Democrat           | 1895                 | 1897                 |
| 22     | Daniel Webster Jones         | Democrat           | 1897                 | 1901                 |
| 23     | Jefferson Davis              | Democrat           | 1901                 | 1907                 |
| 24     | John Sebastian Little        | Democrat           | 1907                 |                      |
| 25     | John Isaac Moore             | Democrat, acting   | 1907                 |                      |
| 26     | Xenophon Overton Pindall     | Democrat, acting   | 1907                 | 1909                 |
| 27     | Jesse M. Martin              | Democrat, acting   | 1909                 |                      |
| 28     | George Washington Donaghey   | Democrat           | 1909                 | 1913                 |
| 29     | Joseph Taylor Robinson       | Democrat           | 1913                 |                      |
| 30     | William Kavanaugh Oldham     | Democrat, acting   | 1913                 |                      |
| 31     | Junius Marion Futrell        | Democrat, acting   | 1913                 |                      |
| 32     | George Washington Hays       | Democrat           | 1913                 | 1917                 |
| 33     | Charles Hillman Brough       | Democrat           | 1917                 | 1921                 |
| 34     | Thomas Chipman McRae         | Democrat           | 1921                 | 1925                 |
| 35     | Tom Jefferson Terral         | Democrat           | 1925                 | 1927                 |
| 36     | John Ellis Martineau         | Democrat           | 1927                 | 1928                 |
| 37     | Harvey Parnell               | Democrat           | 1928                 | 1933                 |
| 38     | Junius Marion Futrell        | Democrat           | 1933                 | 1937                 |
| 39     | Carl Edward Bailey           | Democrat           | 1937                 | 1941                 |
| 40     | Homer Martin Adkins          | Democrat           | 1941                 | 1945                 |
| 41     | Benjamin Travis Laney        | Democrat           | 1945                 | 1949                 |
| 42     | Sidney Sanders McMath        | Democrat           | 1949                 | 1953                 |
| 43     | Francis Cherry               | Democrat           | 1953                 | 1955                 |
| 44     | Orval Faubus                 | Democrat           | 1955                 | 1967                 |
| 45     | Winthrop Rockefeller         | Republican         | 1967                 | 1971                 |
| 46     | Dale Bumpers                 | Democrat           | 1971                 | 1975                 |
| 47     | Bob C. Riley                 | Democrat           | 1975                 |                      |
| 48     | David Pryor                  | Democrat           | 1975                 | 1979                 |
| 49     | Joe Purcell                  | Democrat           | 1979                 |                      |
| 50     | William J. Clinton           | Democrat           | 1979                 | 1981                 |
| 51     | Frank D. White               | Republican         | 1981                 | 1983                 |
| 52     | William J. Clinton           | Democrat           | 1983                 | 1992                 |
| 53     | Jim Guy Tucker               | Democrat           | 1992                 | 1996                 |
| 54     | Mike Huckabee                | Republican         | 1996                 | prezent              |
| 55     | Mike Beebe Guvernatorul ales | Democrat           |                      |                      |